# Bulbophyllum lockii
Bulbophyllum lockii är en orkidéart som beskrevs av Leonid Vladimirovitj Averjanov och Averyanova. Bulbophyllum lockii ingår i släktet Bulbophyllum och familjen orkidéer.
Artens utbredningsområde är Vietnam. Inga underarter finns listade i Catalogue of Life.